# Touro de Osborne

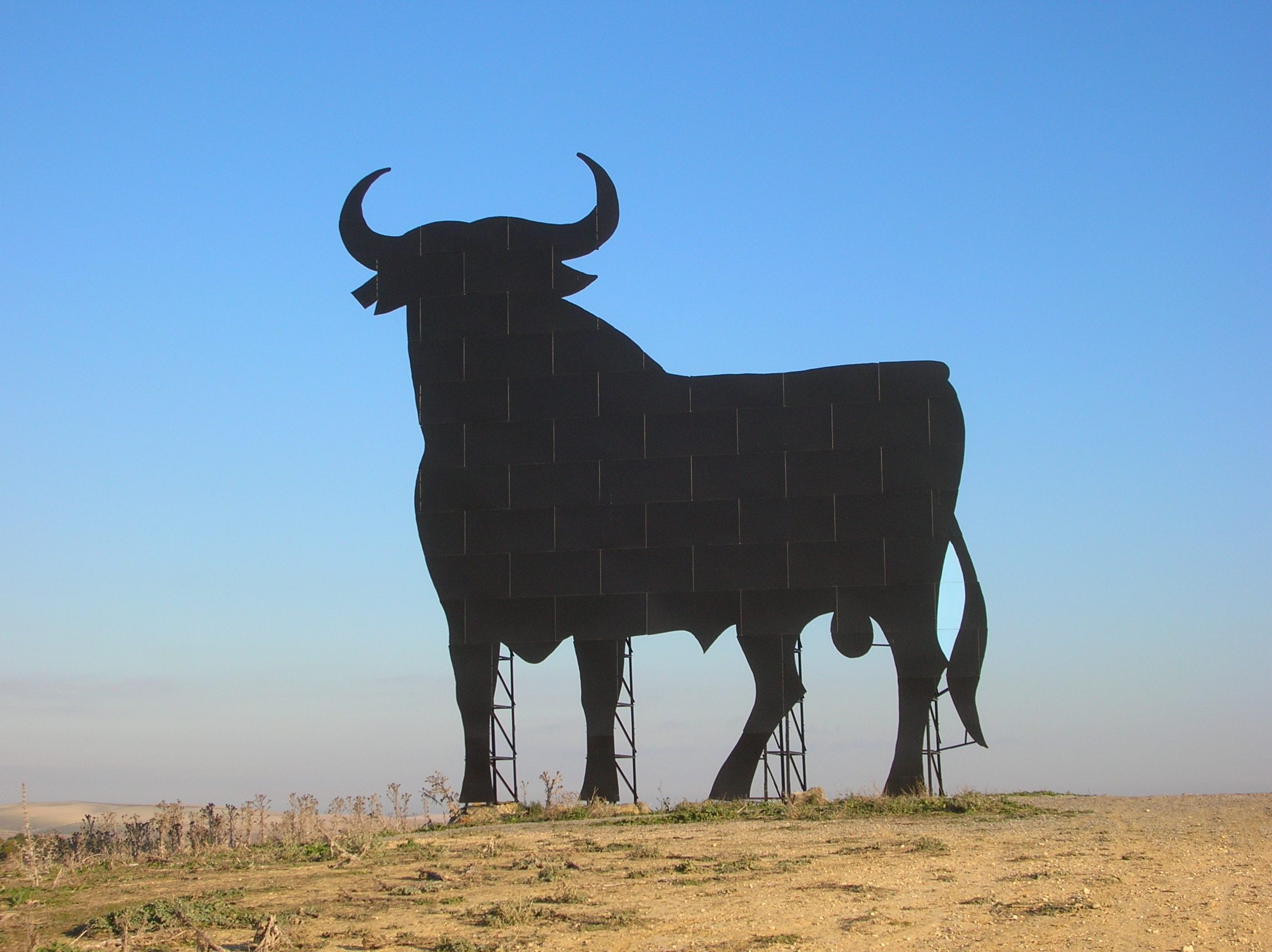
Toro de Osborne en Las Cabezas de San Juan, Espanha.

O touro de Osborne é uma enorme silhueta de touro-bravo, de aproximadamente 14 metros de altura, concebida originalmente como grande painel publicitário de estrada para promover o Brandy de Jerez Veterano do Grupo Osborne. Encontra-se distribuído por toda a Espanha, de forma geral junto a estradas e sobre outeiros para cortar o horizonte e favorecer desse modo a sua visibilidade. Embora a função inicial seja publicitária, com a passagem do tempo e o apego cultural converteu-se não só em marca comercial desta empresa, mas também em símbolo cultural espanhol.
Touros similares, também colocados pelo Grupo Osborne, mas habitualmente com o nome do brandy Magno impresso sobre eles, existem nas estradas mexicanas.

## Cronologia

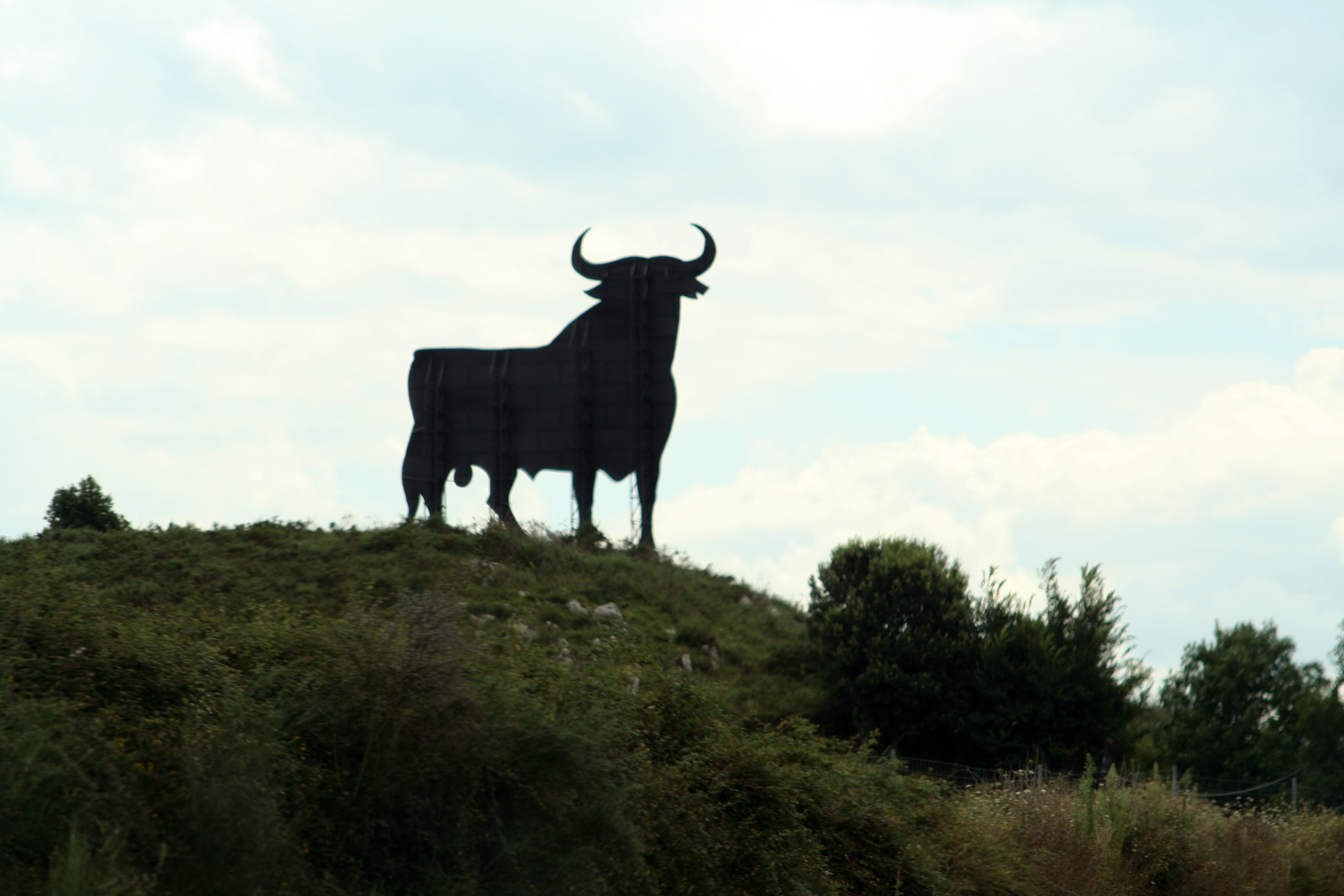
Toro de Osborne perto de Llanes, Astúrias.

- 1956: a agência publicitária Azor realiza, por encomenda do Grupo Osborne, o desenho de um símbolo para representar o brandy Veterano em painéis publicitários de estrada. O artista Manolo Prieto, colaborador desta agência publicitária, propõe a figura do touro bravo.
- 1958: em novembro começam a colocar-se os primeiros painéis, fabricados em madeira. Mediam 4 metros de altura, tinham os cornos pintados de branco e um rótulo que anunciava a bebida.
- 1961: como as condições meteorológicas adversas danificavam os painéis de madeira, começam a construir-se chapas de metal. Consegue-se aumentar o tamanho até aos 7 m.
- 1962: depois de uma alteração na norma dos painéis publicitários de estrada, instalam-se painéis de cerca de 14 m de altura.
- 1988: em julho a Lei Geral de Estradas obriga a retirar a publicidade de qualquer lugar visível a partir de qualquer estrada estatal. Desaparece o texto dos painéis, embora estes se mantenham.
- 1994: em setembro é publicado o Regulamento Geral de Estradas que ordena retirar todos os touros de Osborne. Várias comunidades autónomas, numerosos municípios, associações culturais, artistas, políticos e jornalistas pronunciam-se a favor da manutenção dos anúncios. A Junta da Andaluzia pede a sua catalogação como "bem cultural" e a Comunidade Foral de Navarra ampara-se numa Lei Foral para manter o touro no seu território.
- 1997: em dezembro o Supremo Tribunal dita a sentença a favor da manutenção dos touros de Osborne devido ao "interesse estético ou cultural" que lhes foi atribuído.
- De 1998 em diante: o Touro de Osborne deixa de ser um símbolo estritamente comercial. Embora não seja oficialmente um símbolo de identidade da Espanha, os nacionalistas da Catalunha dedicam-se a boicotar e a derrubar o único touro colocado na Catalunha,[2] em El Bruc, até que se desiste de o colocar de novo em pé. De forma análoga, alguns nacionalistas da Catalunha adotaram como símbolo próprio o burro ou "ruc" catalão.
- 2007: em agosto é derrubado[3] o último Touro de Osborne existente na Catalunha por um grupo independentista autodenominado "Hermandade catalana La Bandera Negra". Apenas uma semana antes tinha sido recolocado depois de 9 anos de ausência.
- 2008: O Touro de Osborne em Abavides, na Galiza, é pintado de cor-de-laranja numa ação contra a simbologia espanhola[4]
- 2008: O Touro de Osborne volta a marcar as silhuetas dos montes próximos das estradas catalãs em finais de maio de 2008. Um grupo de amigos amantes deste símbolo publicitário volta a levantar o que até hoje é o único touro de Osborne nesta comunidade autónoma.[5]
- 2009: Em 24 de fevereiro volta a ser derrubado pela quarta vez o Touro de Osborne situado em El Bruc.[6]

## Distribuição

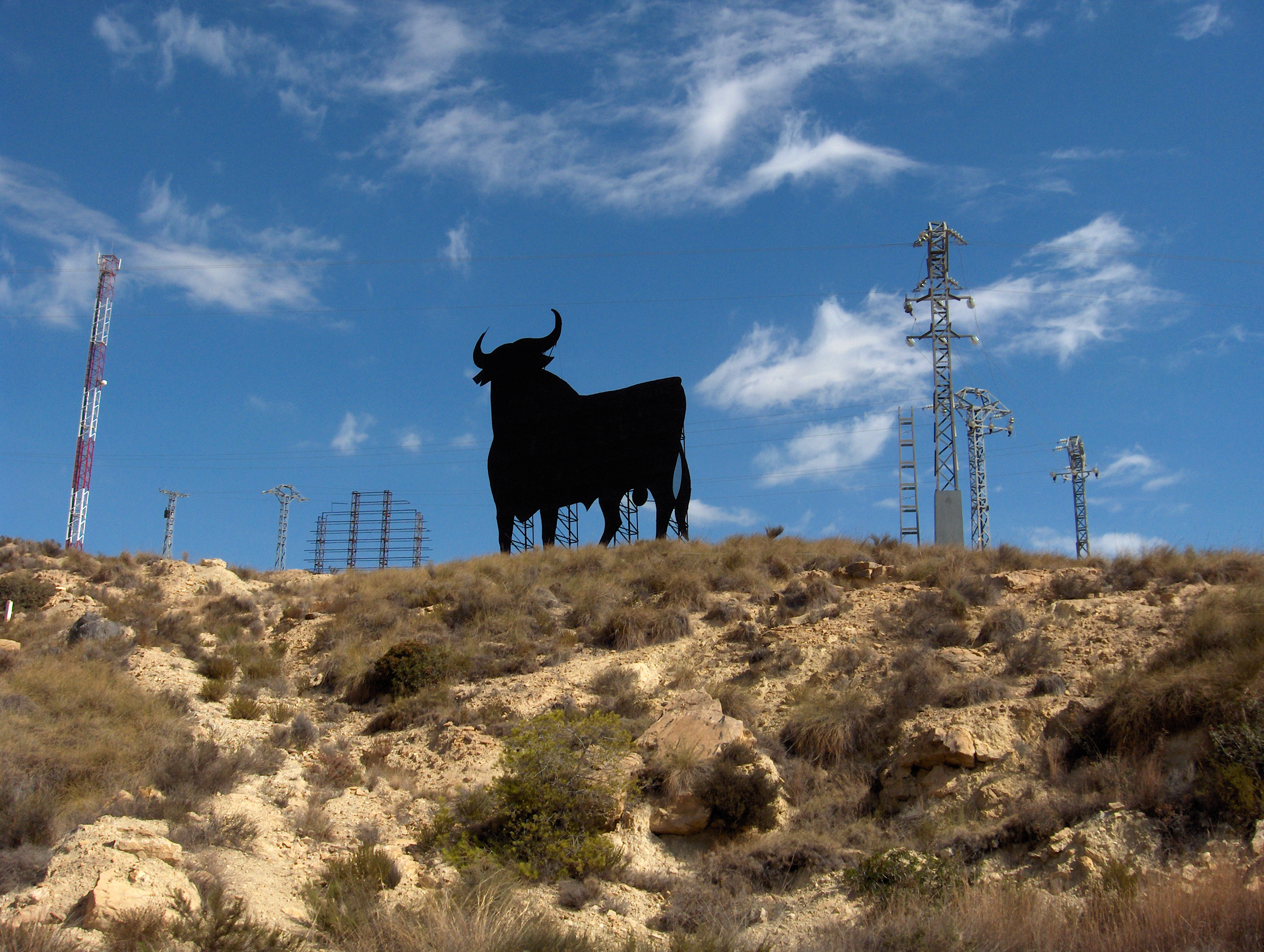
Um dos sete touros de Osborne da província de Alicante.

Atualmente há 88 touros de Osborne distribuídos de forma irregular por Espanha. Existe uma concentração em torno ao Marco de Jerez, nas províncias de Cádis e Sevilha. O resto está disperso de forma não sistemática, enquanto algumas comunidades autónomas não têm nenhum (Cantábria e Múrcia) ou apenas um (Ilhas Baleares, Ilhas Canárias, Navarra e País Basco), existem outras pequenas concentrações nas Astúrias, Saragoça ou Alicante. A tabela mostra a distribuição por comunidade autónoma:
| Região             | Quantidade | Região                | Quantidade |
| ------------------ | ---------- | --------------------- | ---------- |
| Andaluzia          | 21         | Estremadura           | 5          |
| Aragão             | 6          | Galiza                | 5          |
| Astúrias           | 5          | Madrid                | 2          |
| Baleares           | 1          | Navarra               | 1          |
| Canárias           | 1          | La Rioja              | 2          |
| Castilla-La Mancha | 13         | Comunidade Valenciana | 12         |
| Castilla e León    | 13         | País Basco            | 1          |
| Catalunha          | 0          | total                 | 88         |

## Folclore
A imagem do touro de Osborne costuma aparecer noutros âmbitos da vida diária além do publicitário: é vista com frequência em autocolantes que se colocam na parte traseira dos automóveis, em lembranças de viagem (t-shirts, chapéus, porta-chaves, cinzeiros, postais, azulejos, bases para copos, etc.), ou impresso sobre a bandeira espanhola como se fosse um brasão de armas, aparecendo muitas vezes em eventos desportivos e nas missões internacionais dos soldados espanhóis.